# 코넬 존
코넬 존(Cornell John, 1901년 1월 1일 ~ )은 영국의 배우, 텔레비전 배우이다.
영국에서 태어났다.

## 영화
- 캡틴 아메리카: 시빌 워 (2016년) - 대사관원 역
- 신의 시선 (2011년)
- 드림스 오브 어 라이프 (2011년)
- 어덜트후드 (2008년) - 커티스 역
- 나니아 연대기 - 캐스피언 왕자 (2008년) - 글렌스톰 역
- 키덜트후드 (2006년) - 커티스 역
- 터미네이터 독 (2004년) - 돈고로 역
- 카에나 (2003년)
- 닥터스 (2000년)
- 격노 (1999년)
- 이스트엔더스 (1985년)